# Victor Sdez
Victor Sdez est un arbitre français de football né le 25 novembre 1898 à Lambersart, ville où il est mort le 24 novembre 1977.

## Carrière
Il a officié dans des compétitions majeures : 
- Coupe de France de football 1942-1943 (finales)
- JO 1948 (1 match)
- Coupe Latine de football 1949 (finale)